# Charlotte Aubin
Charlotte Aubin (Montreal, 4 de septiembre de 1991) es una actriz canadiense de cine y televisión, reconocida principalmente por su participación en el largometraje Isla Blanca, por la que recibió una nominación en la categoría de mejor actriz protagónica en los Premios Iris en 2018.
También ha figurado en películas como Romeo and Juliet, Those Who Make Revolution Halfway Only Dig Their Own Graves, Les Salopes, or the Naturally Wanton Pleasure of Skin, Ça sent la coupe y Mad Dog Labine, y en las series de televisión Providence, Blue Moon, L'Échappée y Fugueuse. En 2020 protagonizó la cinta La bronca, producción colomboperuana dirigida por los cineastas Diego y Daniel Vega.
Aubin se graduó en la Escuela Nacional de Teatro de Canadá. Publicó además una colección de poesía, Paquet d'trouble.

## Filmografía

### Cine
- 2006: Roméo et Juliette
- 2016: 9, le film
- 2017: Ceux qui font les révolutions à moitié n'ont fait que se creuser un tombeau
- 2017: Ça sent la coupe
- 2017: Arriver
- 2017: Gratteux
- 2017: Le Sucre naturel de la peau
- 2018: Isla Blanca
- 2018: Genèse
- 2020: La bronca

### Televisión
- 2010-2011: Providence
- 2015-presente: Blue Moon
- 2016-presente: L'Échappée
- 2018-presente: Fugueuse
- 2019: Les Pays d'en haut
- 2019: Les Bogues de la vie
- 2019-presente: Toute la vie